# Triklórbutanol
A klórbutanol (triklórbutil-alkohol) az általános érzéstelenítőkhöz hasonló hatásmódú  centrális depressiv hatású vegyület.
A klórbutanol más sedativumokhoz (benzodiazepinek, barbiturátok) hasonlóan centrális hányáscsillapító hatással rendelkezik.

## Készítmények
- Daedalonetta